# Điện ảnh Gruzia
Điện ảnh Gruzia (tiếng Gruzia: ქართული კინო) là tên gọi ngành công nghiệp Điện ảnh Gruzia.

## Lịch sử hình thành và phát triển
Một trong những nhà làm phim Ý nổi tiếng - Federico Fellini - là người rất ngưỡng mộ nền Điện ảnh Gruzia, phát biểu:
| “ | Điện ảnh Gruzia là một hiện tượng lạ, đặc biệt lắm, có tầm nhìn thấm đượm triết lý, đồng thời trong sáng ngây thơ như tâm hồn con trẻ. Ở đó hội tụ tất cả mọi điều có thể làm tôi bật khóc và tôi phải nói thật rằng, để khiến những giọt nước mắt trong tôi tuôn rơi cũng không phải dễ dàng gì đâu ! | ” |

### Hãng phim
- Gruzia-Film
- Caucasian FILMODROM
- CGC
- Ngôi nhà Điện ảnh
- Hãng phim hoạt hình Gruzia
- Georgian Film Joint-Stock Company

### Nhà làm phim tên tuổi

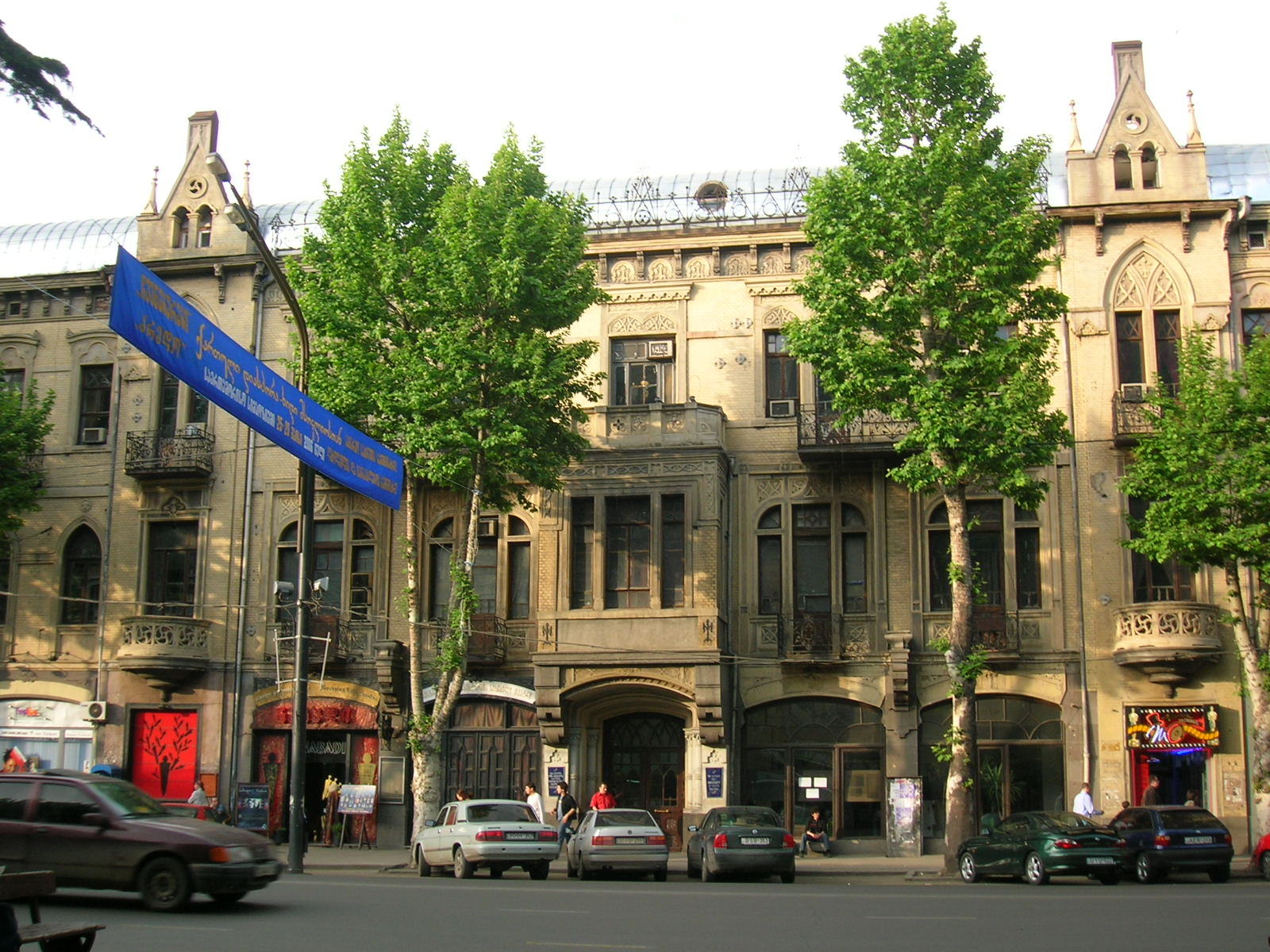
Trụ sở Ủy ban Nhà nước Gruzia về Sân khấu và Điện ảnh (thành lập năm 1972) ở Tbilisi

- Mikheil Chiaureli
- Otar Ioseliani
- Siko Dolidze
- Kote Mikaberidze
- Tengiz Abuladze
- Revaz Chkheidze
- Eldar Shengelaya
- Giorgi Shengelaya
- Nikoloz Shengelaya
- Rezo Esadze
- Merab Kokochashvili
- Nana Mchedlidze
- Lana Gogoberidze
- Nana Jorjadze
- Mikheil Kobakhidze
- Goderdzi Chokheli
- Temur Babluani
- Sergey Parajanov

### Diễn viên nổi tiếng
- Sofiko Chiaureli